# Ака Манто

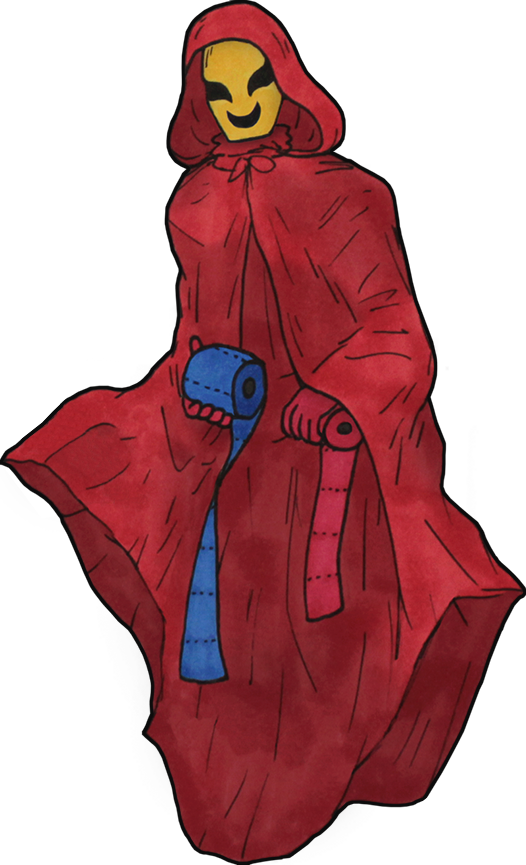

Ака Манто (яп. 赤マント, Червоний Плащ), також Червона Накидка, Червоний Жилет, Акаї-Камі-Аої-Камі (яп. 赤い紙青い紙, Червоний Папір, Синій Папір),або, іноді Аої Манто (яп. 青マント, Синій Плащ) — японська міська легенда про духа в масці, який носить червоний плащ і являється людям, які користуються громадськими або шкільними вбиральнями. Подробиці можуть відрізнятись, але постійною частиною історії є те, що дух задає відвідувачу вбиральні питання. У деяких версіях він пропонує на вибір червоний або синій папір, в інших червоний або синій плащ або червону або синю накидку. Будь-який вибір веде до вбивства відвідувача, тому, щоб вижити, він має знехтувати духа, втекти або відкинути обидва варіанти.

## Легенда та її варіації
Ака Манто описують як духа, привида або йокая чоловічої статі, який відвідує громадські або шкільні туалети. Ака Манто часто відвідує жіночі туалети, в деяких версіях легенди сказано, що він любить заходити в останню кабінку. Кажуть, що дух носить червоний плащ, що розвівається, і маску, яка приховує його обличчя. Під маскою його іноді описують як красивого й чарівного.
За легендою, якщо людина сидить на унітазі в громадському або шкільному туалеті, Ака Манто може з'явитися і запитати її, хоче вона червоного чи синього паперу. В деяких версіях дух може запропонувати вибрати між червоним і синім плащем або між червоною і синьою накидкою. Якщо відвідувач вибере червоний колір, його буде розтерзано так, що його мертве тіло буде залите його власною кров'ю. Конкретний спосіб розтерзання різниться, залежно від варіанту, наприклад, його можуть зарізати або здерти шкіру. Якщо людина вибере синій колір, наслідки можуть варіюватися від удушення до повного викачування крові з тіла жертви.
Якщо людина намагається перехитрити Ака Манто, просячи інший колір паперу, плаща або накидки, зазвичай кажуть, що його потягнуть у підземний світ або пекло. У деяких версіях вибір жовтого кольору призводить до того, що голова жертви опиняється в унітазі. Нехтування духа або відповідь, що відвідувач не надає переваги будь-якому кольору, зазвичай змушують духа піти. За деякими даними, відмова від обох варіантів і втеча також призводить до виживання людини, хоча іноді Ака Манто просто блокує вихід.

## Історія
Автор і фольклорист Метью Меєр стверджує, що Ака Манто зареєстровано як шкільну легенду ще в 1930-х роках. У той час слово манто зазвичай стосувалося куртки в стилі кімоно без рукавів, тоді як нині «манто» — японське слово, що позначає плащ або накидку. Тому різні покоління мають різні думки про передбачувану зовнішність Ака Манто.

## У популярній культурі
Акагамі-Аогамі з'являється як монстр тижня в другому епізоді аніме 2000 року Історії про привидів.
У відеогрі 2003 року Castlevania: Aria of Sorrow фігурує ворог, відомий як «Мантія вбивці», можливо, заснований на легенді про Ака Манто.
У восьмому епізоді першого сезону «Королев крику» 2015 року «Історії про привидів» персонаж Нісі Неш на ім'я Деніз Гемфілл розповідає легенду про «Червоний плащ» дівчаткам Каппа під час сеансу розповідання історій біля каміна.
У відеогрі «World of Horror» 2019 року згадується безліч жахливих істот із різних джерел, від японської міфології до міфів Лавкрафта. Один із ланцюжків завдань включає боротьбу з туалетною примарою, яка дає вам кольоровий папір і вбиває вас різними способами залежно від вашого вибору. Щоб вижити, ви навчитеся через розслідування відкидати будь-який вибір.
На легенді про Ака Манто ґрунтується однойменна відеогра 2019 року, яку розробила й опублікувала компанія Chilla's Art.
У південнокорейському серіалі 2021 року Гра в кальмара гравців набирає на смертельний турнір людина, яка пропонує їм зіграти в корейську дитячу гру ddakji на гроші. Він пропонує їм на вибір червону або синю картку, але цей вибір не впливає на результат. Хван Дон Хьок, режисер серіалу, підтвердив в інтерв'ю, що це відсилання до легенди про Ака Манто.